# آلدرد اسکات وارتین
آلدرد اسکات وارتین (انگلیسی: Aldred Scott Warthin؛ ‏ ۲۱ اکتبر ۱۸۶۶ – ۲۳ مهٔ ۱۹۳۱) آسیب‌شناس، پژوهشگر، آموزگار و مؤلف اهل ایالات متحده آمریکا بود که پژوهش‌هایش پایه و اساس درک نحوهٔ توراث برخی سرطان‌ها شد. او را «پدر ژنتیک سرطان» نامیده‌اند. او به مدت ۲۰ سال نیز در زمینهٔ آسیب‌شناسی سیفلیس پژوهش کرد و به برترین صاحبنظر این حوزه در جهان تبدیل شد.